# Gorzkobiałak trzoneczkowy

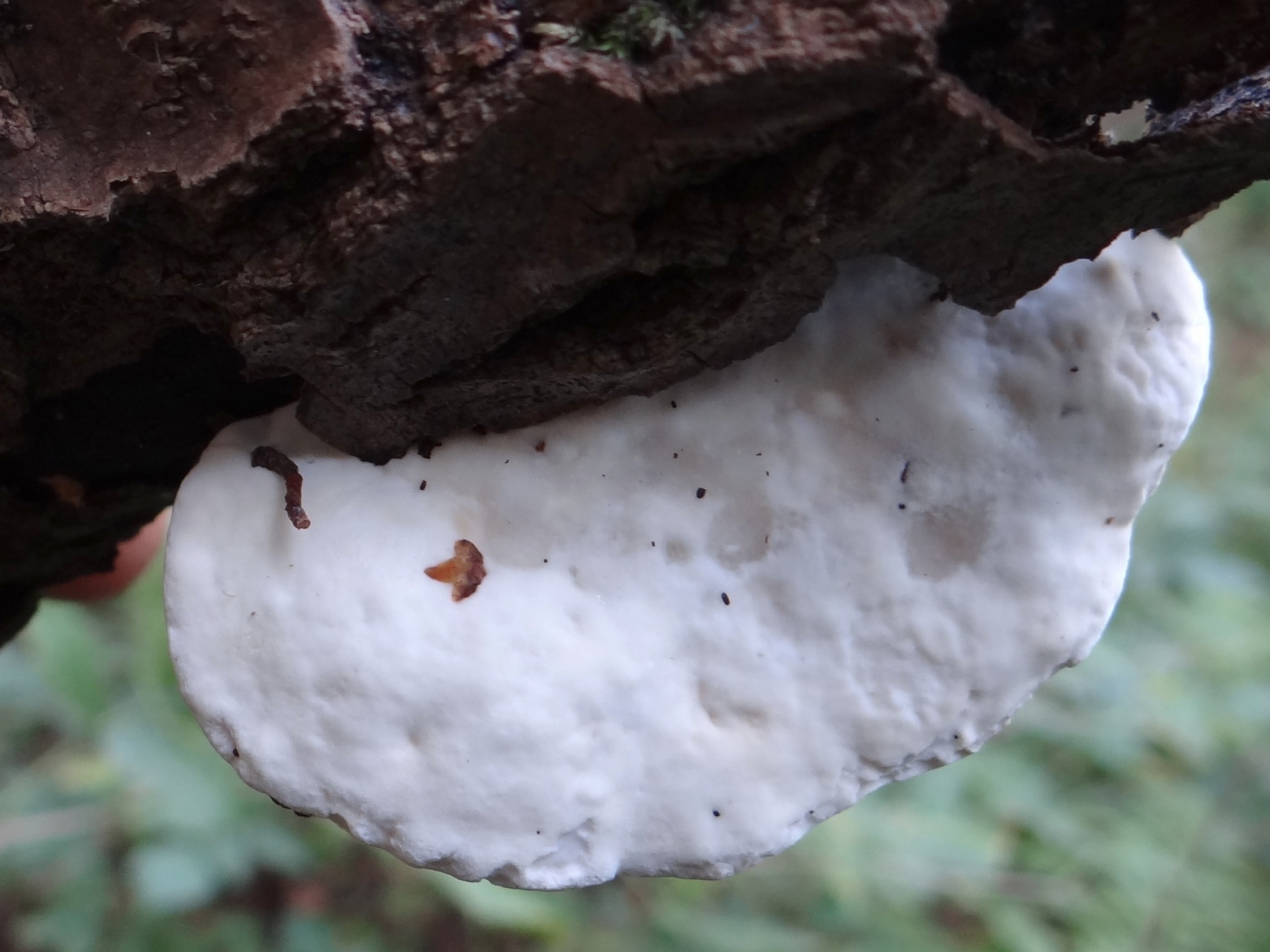
Gorzkobiałak trzoneczkowy na pniu sosny

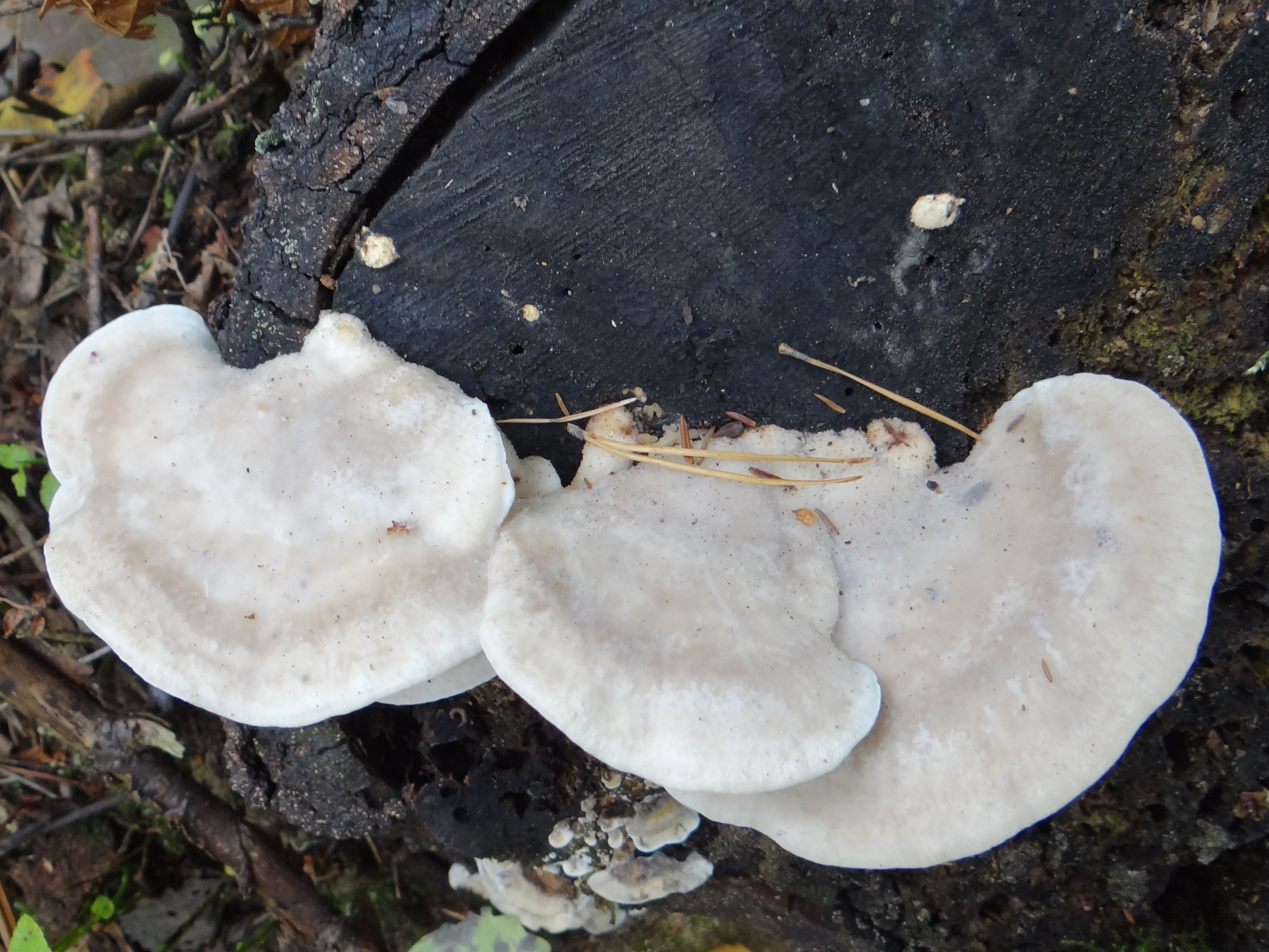
Owocniki gorzkobiałaka trzoneczkowego na pniaku sosny

Gorzkobiałak trzoneczkowy (Amaropostia stiptica (Pers.) B.K. Cui, L.L. Shen & Y.C. Dai) – gatunek grzybów z rzędu żagwiowców (Polyporales).

## Systematyka i nazewnictwo
Pozycja w klasyfikacji: Amaropostia, Incertae sedis, Polyporales, Incertae sedis, Agaricomycetes, Agaricomycotina, Basidiomycota, Fungi.
Po raz pierwszy takson ten zdiagnozował w 1801 r. Christian Hendrik Persoon nadając mu nazwę Boletus stipticus. Obecną, uznaną przez Index Fungorum nazwę nadali mu w 2019 r. B.K. Cui, L.L. Shen & Y.C. Dai.
Synonimów naukowych ma ponad 40. Niektóre z nich:
- Oligoporus stipticus (Pers.) Gilb. & Ryvarden, N. Amer. Polyp. 1987
- Polyporus albidus (Schaeff.) Trog 1839
- Polyporus stipticus (Pers.) Fr. 1821
- Postia stiptica (Pers.) Jülich 1982
- Tyromyces stipticus (Pers.) Kotl. & Pouzar 1959[2].

W polskim piśmiennictwie mykologicznym gatunek ten opisywany był jako białak gorzki, huba ściągająca, huba biaława, żagiew żółtawa, drobnoporek gorzki. Władysław Wojewoda w 2003 r. zaakceptował nazwę drobnoporek gorzki, ale wszystkie te nazwy stały się niespójne z aktualną nazwą naukową. W 2025 r. Komisja ds. Polskiego Nazewnictwa Grzybów Polskiego Towarzystwa Mykologicznego zarekomendowała używanie nazwy gorzkobiałak trzoneczkowy.

## Morfologia
Owocnik
Jednoroczny. Do podłoża przyrasta bokiem lub zwężoną nasadą. Średnica 3–8 cm, wyjątkowo do 12 cm, szerokość do 4 cm, kształt konsolowaty, nerkowaty, muszlowaty, na przekroju poprzecznym trójkątny. Rzadko zdarzają się owocniki rozpostarto-odgięte. Zazwyczaj występuje w niewielkich skupieniach po kilka osobników, które ułożone są dachówkowato lub rzędowo i wówczas czasami zrastają się podstawami. Powierzchnia owocników płaska lub nieco wgłębiona, zwykle nierówna i pokryta brodawkami, sfalowana, pagórkowata, na młodych okazach omszona lub owłosiona, na starszych naga. Brzeg ostry, cały, na suchych owocnikach czasami podwinięty. Początkowo owocniki mają biały kolor i są nieznacznie pręgowane, później stają się kremowe, ochrowokremowe, żółte i pomarańczowe.
Hymenofor
Rurkowaty. Rurki mają długość do 6 mm, ich pory są białe lub żółtawe, o rozmiarach 0,2–0,4 mm. Mają okrągły, owalny lub labiryntowaty kształt i tworzą jedną tylko warstwę. Podczas wilgotnej pogody wydzielają białą lub bezbarwną ciecz w postaci kropli.
Miąższ
Biały, twardy, słabo strefowany. Wydziela dość silny i nieprzyjemny zapach. Smak gorzki i piekący.
Wysyp zarodników
Biały. Zarodniki gładkie, cienkościenne, o kształcie elipsoidalnym. Jeden koniec mają zaostrzony i są nieco wygięte w kształt przecinka. Rozmiar 3,5–5,5 × 1–1,5 μm.
Gatunki podobne
Jest wiele gatunków nadrzewnych grzybów o białych owocnikach, jednak gorzkobiałaka trzoneczkowego łatwo od nich odróżnić po ostrym, gorzkim smaku i ostrym brzegu kapelusza. Podobny z wyglądu wrośniak anyżkowy (Trametes suaveolens) ma silny zapach anyżu, dużo większe pory i rośnie na drzewach liściastych, żagiewnik kościsty (Osteina obducta) rośnie tylko na modrzewiu. Białak śnieżysty (Tyromyces chioneus) rośnie na drzewach liściastych.

## Występowanie i siedlisko
Notowany jest w Europie, Azji i Ameryce Północnej. W Europie jest szeroko rozprzestrzeniony. W Polsce jest dość pospolity. W piśmiennictwie naukowym podano liczne jego stanowiska.
Nadrzewny saprotrof. Występuje w lasach iglastych i mieszanych, głównie na świerku, jodle i sosnach. Rzadko spotykano go na grabie, brzozie, notowany był też na uprawianym gatunku świerka Picea engelmannii. Owocniki wyrastają od lata do jesieni.

## Znaczenie
Grzyb niejadalny. Jest przede wszystkim saprotrofem, rosnącym na pniakach i leżących pniach drzew. Rzadko tylko atakuje drzewa zranione, pojawiając się u nich w miejscu zranienia. Występuje także na konstrukcjach drewnianych poza lasem, np. na mostkach, w kopalniach na stemplach drewnianych itp. Wywołuje bardzo intensywną brunatną zgniliznę drewna.